# Gare d'Ottermere
La  gare d'Ottermer est une gare ferroviaire canadienne, de la ligne principale du Chemin de fer transcontinental du Canadien National. Elle est située au lieu-dit Ottermere (en) dans la partie non-organisée du district de Kenora dans le Nord-Ouest de l'Ontario.
C'est un Point d'arrêt à la demande Via Rail Canada, desservi par Le Canadien.

## Situation ferroviaire
La gare de'Ottermer est située sur la ligne principale du Chemin de fer transcontinental du Canadien National, entre les gares de Malachci et de Minaki.

## Histoire
Le petit bâtiment, pour les voyageurs, de la gare est construit par le Chemin de fer National Transcontinental (National Transcontinental Railway (NTR)) qui le met en service en 1911.

## Service des voyageurs

### Accueil
C'est un point d'arrêt non géré (PANG) à accès libre et arrêt du train uniquement avec une réservation.

### Desserte
Ottermer est desservi par Le Canadien, train 2 et train 2.

## Patrimoine ferroviaire
L'ancien petit édifice est toujours présent, et entretenu par les usagers, en 2010.